# C19H28N4O2
化学式C19H28N4O2（摩尔质量：344.459 g/mol）可以指：
- ADB-PINACA，CAS号：1633766-73-0
- ADB-P7AICA，CAS号：2366273-07-4
- N,N'-二环己基-N''-(4-硝基苯基)胍，CAS号：265988-49-6

|  | 这个同类索引页列出了具有相同分子式的化学物（即同分異構體）条目。 除非您是有意链接至本页，否则应将相应条目的内部链接指向正确的条目。 |